# Jordi Macabich i Potau
Jordi Macabich i Potau   (Barcelona, 1925 - 10 d'abril de 2015) va ser un agent i dibuixant de còmic.

## Biografia
Jordi Macabich fou un dibuixant autodidacta, va començar la seva carrera a mitjan anys quaranta en còmics unitaris i en series de còmic d'aventures com El Halcon de Acero, per l'editorial Ameller, i per Toray títols com; El Capitan Coraje o la serie Bing Colt per l'editorial Marco. Alternava aquests treballs amb historietes a revistes de còmic humorístic com; TBO, PBT, Carcajadas de miedo o la revista de l'editorial Bruguera, Pulgarcito on va començar fent treballs com a il·lustrador de seccions didàctiques, però mes endavant aquestes col·laboracions es van estendre a les historietes d'El Inspector Dan El 1951, El Inspector Dan, va iniciar una serie propia i Jordi Macabich va ser un dels dibuixant que varen donar vida als guions de González Ledesma i Víctor Mora.
El 1957, va fundar amb Barry Coker l'agència de còmic Bardon Art. Al maig de 2009 va ser guardonat amb el Premi Ciutat d'Hospitalet de les arts i les cultures.

## Obra
| Anys | Títol                                         | Guionista                     | Tipus                  | Publicació                   |
| ---- | --------------------------------------------- | ----------------------------- | ---------------------- | ---------------------------- |
| 194- | Rolsen                                        |                               | Serial                 | Ameller                      |
| 1946 | El Capitán Coraje núm. 1                      | Ayné Arnau                    | Serial                 | Toray                        |
| 1947 | Bing Colt                                     | Carvajal                      | Serial                 | Marco                        |
| 1950 | Aunque le cueste creerlo                      |                               | Sèrie col·lectiva      | Pulgarcito                   |
| 1950 | Dígame vd.                                    |                               | Sèrie col·lectiva      | Pulgarcito                   |
| 1951 | El Inspector Dan núm. 12, 14, 16, 18, 30 y 47 | González Ledesma, Víctor Mora | Serial                 | Bruguera                     |
| 1952 | El Inspector Dan                              | González Ledesma, Víctor Mora | Sèrie                  | Pulgarcito                   |
| 1955 | Celia, suplemento para niñas                  |                               | Serial                 | Bruguera                     |
| 1955 | La cabaña del Tío Tom                         | José Antonio Vidal Sales      | Monografia             | Bruguera: Historias, núm. 5  |
| 1956 | El milagro de Fátima                          | María Martí                   | Monografia             | Bruguera: Historias, núm. 11 |
| 1958 | Gran Oeste                                    |                               | Serial                 | Ferma                        |
| 1959 | Claro de Luna                                 |                               | Serial                 | Ibero Mundial                |
| 1977 | Solidaridad con El Papus                      |                               | Monografia col·lectiva | Edició col·lectiva           |
| 1984 | El Inspector Dan                              | Víctor Mora                   | Monografia amb Darnís  | BO                           |